# Mohamed Khalil Jendoubi
Mohamed Khalil Jendoubi (1 de junho de 2002) é um taekwondista tunisiano, medalhista olímpico.

## Carreira
Jendoubi conquistou a medalha de prata nos Jogos Olímpicos de Verão de 2020 em Tóquio, após confronto na final contra o italiano Vito Dell'Aquila na categoria até 58 kg. Em 2018, ele conquistou uma das medalhas de bronze na prova infantil até 48 kg nas Olimpíadas da Juventude. No Campeonato Africano de Taekwondo de 2021, disputado em Dakar, no Senegal, ele conquistou o ouro.
Nos Jogos Olímpicos de Verão de 2024, em Paris, conquistou a medalha de bronze na categoria de até 58 kg masculino.